# 고자키촌
고자키촌(神崎村)은 오이타현 기타아마베군에 설치되었던 촌이다. 현재의 오이타시에 해당한다.